# Datas
Datas – miasto i gmina w Brazylii, w stanie Minas Gerais. Znajduje się w mezoregionie Jequitinhonha i mikroregionie Diamantina.